# 瑪雅·普利謝茨卡婭
瑪雅·米哈伊洛芙娜·普利謝茨卡婭（俄语：Ма́йя Миха́йловна Плисе́цкая，1925年11月20日—2015年5月2日），俄罗斯芭蕾舞者，师从伊丽莎薇特·盖尔德（Elizaveta Gerdt）和阿格里皮娜·瓦加诺娃（Agrippina Vaganova），1966年签署反对为斯大林平反的《25人公开信》，她被喻為20世紀最偉大的舞蹈家之一，2015年因嚴重心臟病發逝世。